# Red Canyon (Utah)
Der Red Canyon liegt im Garfield County im Süden des US-Bundesstaats Utah innerhalb des 7.645 km² großen Dixie National Forest. Er weist ähnliche Felsformationen wie der nahegelegene Bryce Canyon auf, deren rotbraune Färbung dem Gebiet seinen Namen gegeben hat.

## Geografie und Geologie
Der Red Canyon befindet sich etwa 15 km nordwestlich vom Bryce-Canyon-Nationalpark und liegt auf dem Colorado-Plateau am südöstlichen Rand des Paunsaugunt-Plateaus. Im Gegensatz zum Nationalpark betritt man den Red Canyon vom Talboden aus, während der Bryce Canyon vom Hochplateau aus erreicht wird. Im Tal verläuft das zumeist trockene Flussbett des Paria Rivers, einem 121 km langen rechten Nebenfluss des Colorado Rivers. Wasser, Wind und Eis erodierten das Gestein der Hochebene zu bizarren roten Felsnadeln, den so genannten Hoodoos, die eine Höhe bis zu 60 Meter erreichen. Ihre intensive rote Färbung erhielt die Gesteinsschicht aus der Claron Formation durch das in ihr enthaltene Eisenoxyd.

## Touristik

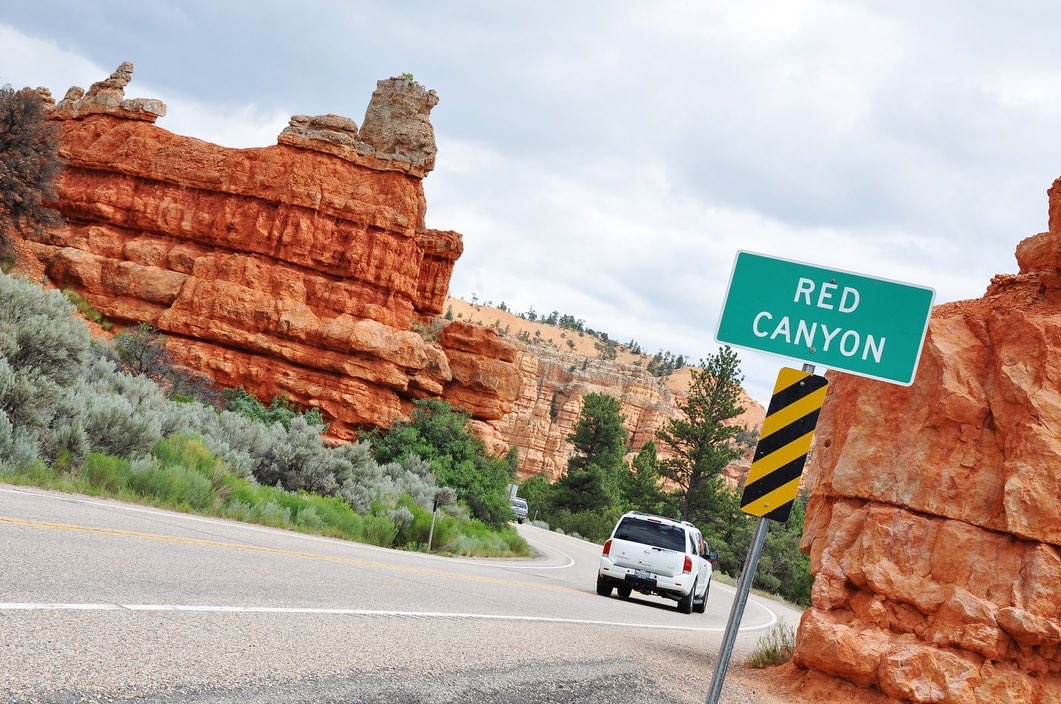
Straße durch den Red Canyon in Utah

Der Red Canyon liegt am Utah-Highway 12, der den Zusatz Scenic Byway trägt; einer vielbefahrenen Route zum Bryce Canyon. Die meisten von Westen kommenden Besucher fahren ohne Halt weiter, um eilig den viel bekannteren Bryce Canyon zu erreichen, denn der Red Canyon wird in den wenigsten Reiseführern erwähnt. Der Red Canyon ist kleiner als der Bryce Canyon, kann es jedoch in landschaftlicher Schönheit durchaus mit dem großen Bruder aufnehmen. Rund ein Dutzend Wanderwege erschließen den Park. Die bekanntesten von ihnen sind der 1,3 km lange Birds Eye Trail und der 4,8 km lange Losee Trail. Am Parkeingang nahe dem Highway 12 liegt das Red Canyon Visitor Center und etwas östlich davon der Trailhead Kiosk. Hier bekommt der Besucher die gewünschten Informationen. Der Red Canyon ist beliebt bei Mountain-Bikern, denn es gibt rund 55 km lange ausgewiesene Fahrrad-Strecken, sogenannte Single Tracks, die das gesamte Jahr hindurch benutzt werden können. Der Eintritt zum Red Canyon ist kostenlos und Unterkünfte gibt es unter anderem in Ruby`s Inn am Bryce Canyon und in der Stadt Panguitch.